# Гончарний круг

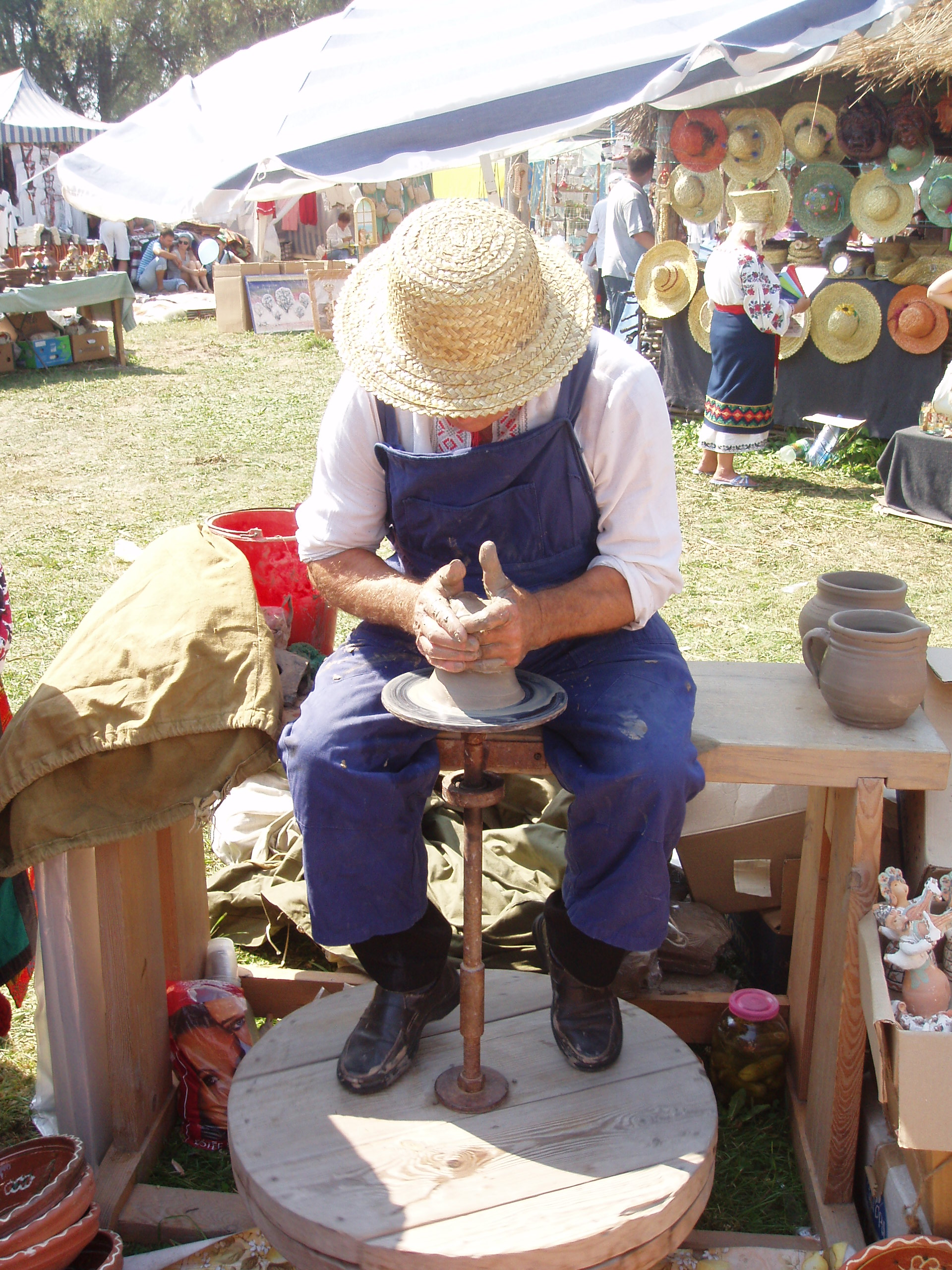
Гончар за гончарним кругом (Сорочинський ярмарок)

Технологія гончарної справи. Гончарний круг.

Гонча́рний круг — пристрій для ручного формування виробів з глини. Використовується здебільшого в гончарстві.

## Історія
Гончарний круг винайдений у Месопотамії в кінці 4 тис. до н. е. 
На території України відомий від 1-ї половини I тис. н. е. Під кінець XIX ст. загального поширення в Україні набув важкий ножний гончарний круг. Б. Д. Грінченко згадує кілька видів тодішніх українських гончарних кругів, які дещо розрізнялись за конструкцією: шльонський, головатий, шестерня, волоський. Уся конструкція була повністю дерев'яна, основою служив камінь з видовбаною і змащеною жиром ямкою. Такі круги мали багато недоліків, і основний — неточність обертання круга навколо своєї осі, що спричиняло труднощі в роботі. Нині круги виготовляють переважно з металу.

## Будова
Гончарний круг складається з 2 дисків, закріплених на вертикальній осі, яку ще називають спицею або веретеном. Згідно зі Словарем української мови Б. Грінченка, традиційний український гончарний круг мав таку конструкцію: вертикальне веретено своїм нижнім кінцем (спінем) обертається на залізній вальниці ковзання (на Полтавщині називалася порплиця, а заглибина-підп'ятник на ній — дучка), що лежить на підлозі чи закріплена на підставці (полтавська назва п'ятка). Верхня частина веретена укріплена в горизонтальній дошці з виїмкою (вона називалася жабка, на Полтавщині також коник), що кріпиться до високої лави, на якій сидить гончар (лавиця, на Полтавщині також скам'я).
Нижній більший диск (спідняк, на Полтавщині також називався сподень, кружка) приводиться в рух ногою гончаря або електроприводом. Верхній менший диск (верхняк, інші полтавські назви — голова, головка, кружалко) виконує роль підставки для формування виробу. Верхній кінець веретена може виступати над поверхнею верхняка (полтавська назва — шпеник): на нього кладуть грудку глини, коли формують посуд. Колись спідняки робили переважно з дерева, пізніше — з металу.
Круг повинен обертатися зі швидкістю від 50 до 300—350 об. за хвилину. Діаметр верхнього диска зазвичай становить 25—30 см. Робоча площа у всіх випадках повинна обертатися проти годинникової стрілки. Диски виготовляють з антикорозійного металу, інколи навіть з пластмаси.
При виготовленні тонкостінних виробів, які важко знімати з диска в сирому вигляді (можлива деформація), застосовують товстий гіпсовий диск, який закріплюється і знімається разом із виробом.
Сформований на диску виріб підрізають натягнутою між руками тонкою стальною струною і знімають. Після цього виріб готовий до сушіння і випалювання в гончарній печі.

## Зображення

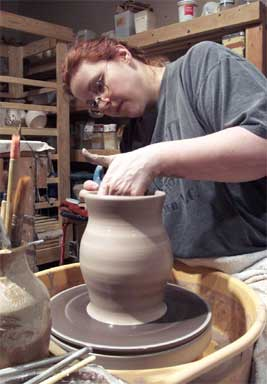
Робота на гончарному крузі
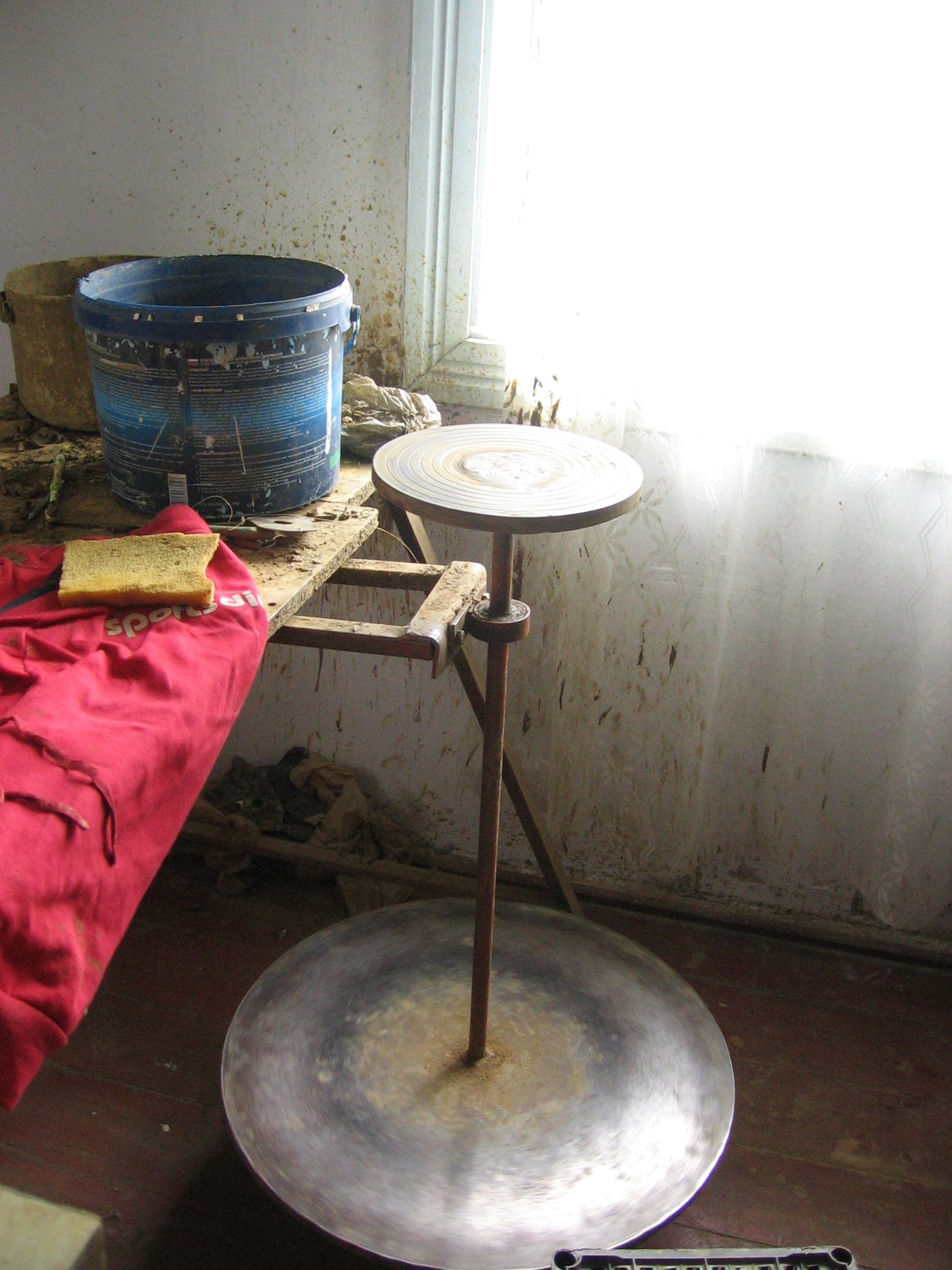
Гончарний круг (с. Гавареччина)
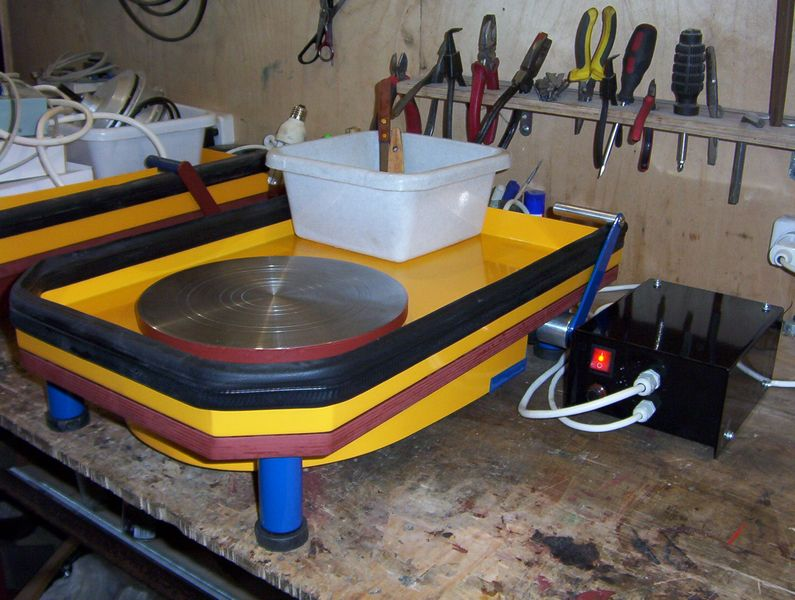
Сучасний гончарний круг з електроприводом
- Робота на крузі (с. Опішня)
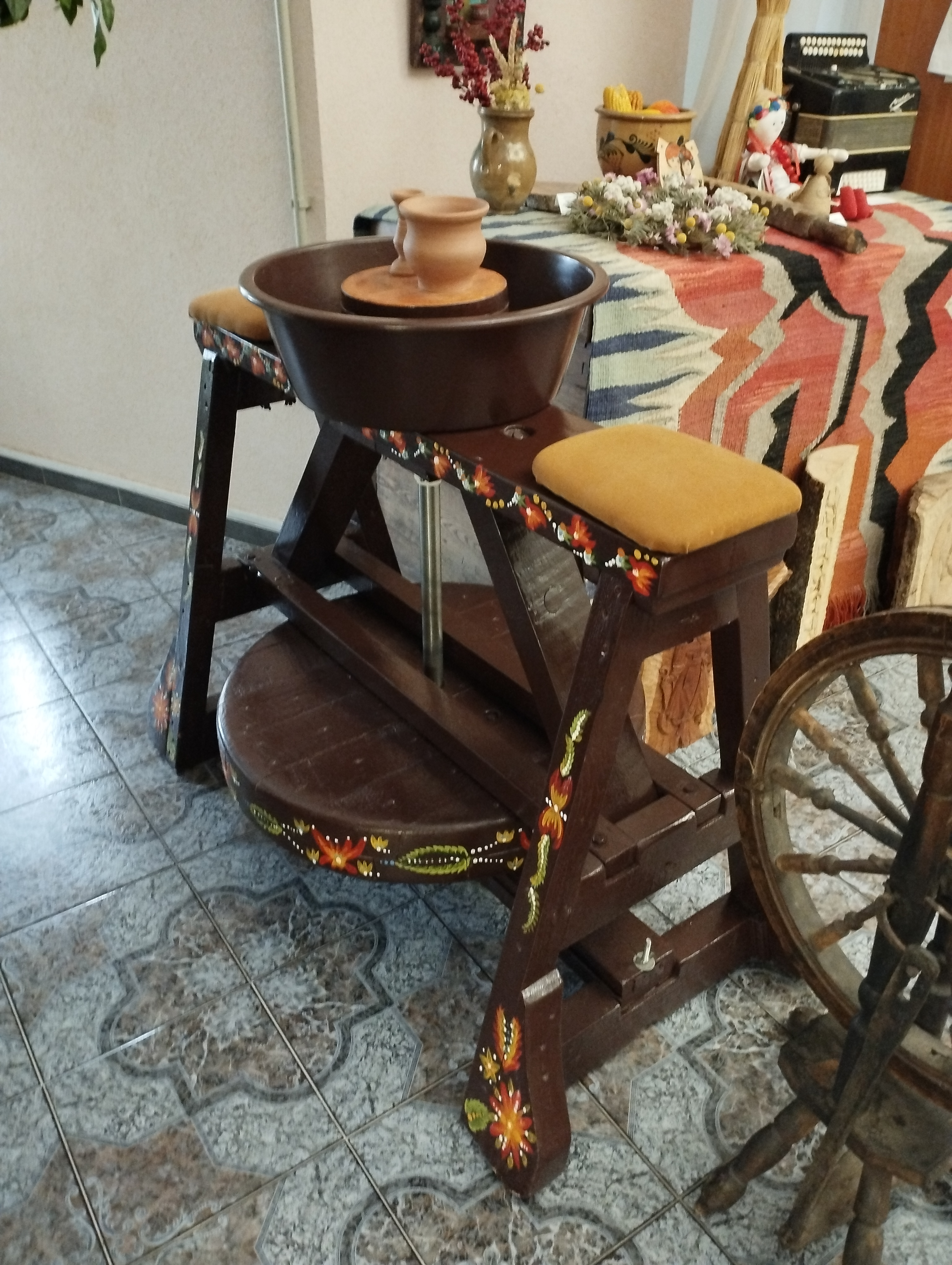
Гончарний станок. Музей мистецтв Кіровоградської обласної ради, 2025 рік